# Viļāni
Viļāni (ryska: Виляны) är en kommunhuvudort i Lettland.   Den ligger i kommunen Viļānu novads, i den östra delen av landet, 180 km öster om huvudstaden Riga. Viļāni ligger 116 meter över havet och antalet invånare är 3 934.
Terrängen runt Viļāni är platt. Runt Viļāni är det tätbefolkat, med 266 invånare per kvadratkilometer. Viļāni är det största samhället i trakten. Omgivningarna runt Viļāni är en mosaik av jordbruksmark och naturlig växtlighet.